# Adolf Schurr
Adolf Anselm Schurr (* 4. Februar 1930 in Aalen; † 18. Januar 2018) war ein deutscher Philosoph, Theologe und Hochschullehrer.

## Leben
Adolf Schurr, der den zweiten Vornamen Anselm – nach Anselm von Canterbury – als Erwachsener annahm, studierte bei Reinhard Lauth an der Ludwig-Maximilians-Universität München. Er promovierte dort mit einer Dissertation über Die Begründung der Philosophie durch Anselm von Canterbury. 1971 habilitierte er an der Universität Regensburg mit einer Arbeit über die Philosophie als System bei Fichte, Schelling und Hegel. Dort arbeitete er anschließend als Assistent und Universitätsdozent, ehe er 1978 außerordentlicher Professor für philosophisch-theologische Propädeutik mit dem Schwerpunkt Geschichte der Philosophie an der Fakultät für Katholische Theologie wurde.
Er war verheiratet mit Anna-Maria Schurr-Lorusso.

## Schriften
- Die Begründung der Philosophie durch Anselm von Canterbury: Eine Erörterung des ontologischen Gottesbeweises. Kohlhammer, Stuttgart; Berlin; Köln; Mainz 1966, DNB 458908398 (136 S., zugleich: Dissertation Universität München, Philosophische Fakultät).
- Philosophie als System bei Fichte, Schelling und Hegel. Frommann-Holzboog, Stuttgart-Bad Cannstatt 1974, ISBN 3-7728-0379-2 (192 S.).
- Eine Einführung in die Philosophie. Frommann-Holzboog, Stuttgart-Bad Cannstatt 1977, ISBN 3-7728-0679-1